# Черних Віталій Віталійович
Віта́лій Віта́лійович Черни́х — капітан Збройних сил України, учасник російсько-української війни.

## З життєпису
Випускник Академії сухопутних військ імені гетьмана Петра Сагайдачного, спеціальність «управління діями аеромобільних підрозділів».
Станом на квітень 2018 року — старший офіцер відділення військового обліку та бронювання сержантів і солдатів запасу, місто Острог.

## Нагороди
За особисту мужність і героїзм, виявлені у захисті державного суверенітету та територіальної цілісності України, вірність військовій присязі під час російсько-української війни, відзначений — нагороджений
- 13 серпня 2015 року лейтенант Віталій Черних нагороджений — орденом Богдана Хмельницького III ступеня.